# Teodorico de Loos
Teodorico de Loos (fallecido en 1209), fue un noble francoflamenco que participó en la cuarta cruzada y luego fue nombrado senescal del Imperio latino.

## Biografía
Teodorico era el hijo menor de Gerardo, conde de Loos, y María de Guelders. También fue sobrino del cronista Geoffrey de Villehardouin. Teodorico, con los otros participantes de la cuarta cruzada, que se había desviado de Tierra Santa, participó en el asedio de Constantinopla en 1203 y el saqueo de la misma un año después. En 1204 encabezó las tropas del Imperio latino que capturaron al exemperador bizantino, Alejo V Ducas. Alejo fue llevado a Constantinopla por el propio de Loos, donde fue juzgado por traición y el asesinato de Alejo IV Ángelo y ejecutado. En algún momento después de 1204, fue nombrado senescal del Imperio latino.
Teodorico fue un destacado comandante latino en la batalla de Rusion en 1206, donde su ejército fue derrotado por los búlgaros del zar Kaloján. Su hermano, Guillermo de Loos, también participó en la batalla, pero fue asesinado cuando comandaba la retaguardia. Ese mismo año, recibió como feudo, por el gobierno latino, la ciudad y la región de Nicomedia, con el título de duque. Ocupó la ciudad y fortificó su catedral de la Sabiduría Divina. Teodorico fue capturado fuera de Nicomedia por el emperador de Nicea, Teodoro I Láscaris, pero pronto fue liberado luego de un armisticio. Como condición de la tregua, Nicomedia fue evacuada por los latinos y sus fortificaciones destruidas. Teodorico de Loos falleció en 1209.